# Silver City (Caroline du Nord)
Pour les articles homonymes, voir Silver City.
Silver City est une census-designated place américaine située dans le comté de Hoke dans l'État de Caroline du Nord. En 2010, sa population était de 882 habitants.

## Démographie
| 2000  | 2010 | - | - | - | - |
| ----- | ---- | - | - | - | - |
| 1 146 | 882  | - | - | - | - |

## Source de la traduction
- (en) Cet article est partiellement ou en totalité issu de l’article de Wikipédia en anglais intitulé « Silver City, North Carolina » (voir la liste des auteurs).